# میهای آیوانی
میهای آیوانی (انگلیسی: Mihai Aioani؛ زادهٔ ۷ نوامبر ۱۹۹۹) بازیکن فوتبال اهل رومانی است.
از باشگاه‌هایی که در آن بازی کرده‌است می‌توان به باشگاه فوتبال ویتورول کنستانتسا اشاره کرد.
وی همچنین در تیم‌های ملی فوتبال زیر ۲۱ سال رومانی و زیر ۲۳ رومانی بازی کرده‌است.